# Niwai
Niwai är en ort i Indien.   Den ligger i distriktet Tonk och delstaten Rajasthan, i den centrala delen av landet, 280 km sydväst om huvudstaden New Delhi. Niwai ligger 347 meter över havet och antalet invånare är 35 114.
Terrängen runt Niwai är huvudsakligen platt. Niwai ligger uppe på en höjd. Runt Niwai är det ganska tätbefolkat, med 214 invånare per kvadratkilometer. Det finns inga andra samhällen i närheten. Trakten runt Niwai består till största delen av jordbruksmark.